# Dærick Gröss Sr.
Dærick Gröss Sr., né le 28 janvier 1947 à Kettering dans l'Ohio où il est mort le 9 décembre 2023, est un dessinateur américain de comics.

## Biographie
Dærick Gröss naît en 1947 à Kettering dans l'Ohio, une banlieue de Dayton. Après être passé à l'université de l'Ohio, il étudie les arts à la Central Academy of Commercial Art de Cincinnati. Une fois diplômé, il travaille dans une agence de publicité puis un peu comme directeur artistique de la poste de Cincinnati. Dans les années 1980, il travaille pour des éditeurs de comics indépendants comme CFW Enterprises ou Pacific Comics. Dans les années 1990, il travaille pour Innovation Publishing où il dessine les adaptations de Lestat le vampire et de La Reine des damnés d'après les romans d'Anne Rice. Ensuite, il crée pour Heroic Comics le personnage de Murcielaga, she-bat qu'il reprend plus tard chez d'autres éditeurs. Il travaille aussi pour de plus grands éditeurs : DC Comics avec une mini-série consacrée à Double-Face, Marvel Comics avec des épisodes d'Excalibur et Image Comics avec la mini-série de Bloodwulf sur des scénarios d'Andy Mangels,.
En dehors de son travail de dessinateur de comics, il est aussi l'illustrateur du livre d'éducation sexuelle Guide to Getting it On plusieurs fois réédité.